# محمد الرواحي
محمد فرج عبد الله الرواحي لاعب كرة قدم عماني، ولد في (26 أبريل 1993)، يلعب في منتخب عمان.
لعب سابقاً في نادي الوكرة ونادي الشمال.

## روابط خارجية
- محمد الرواحي على موقع قاعدة بيانات كرة القدم.إي يو (الإنجليزية)
- محمد الرواحي على موقع ناشيونال فوتبول تيمز (الإنجليزية)
- محمد الرواحي على موقع Soccerway.com (الإنجليزية)
- محمد الرواحي على موقع كووورة